# Trichocephala legrandi
Trichocephala legrandi är en skalbaggsart som beskrevs av Franz Antoine 1996. Trichocephala legrandi ingår i släktet Trichocephala och familjen Cetoniidae. Inga underarter finns listade i Catalogue of Life.